# 埃尔居涅
埃尔居涅（法語：Hergugney，法語發音：[ɛʁɡyɲɛ] ⓘ）是法国大東部大區孚日省的一个市镇，属于埃皮纳勒区。

## 地理
埃尔居涅（48°23'13"N, 6°12'3"E）面积5.46 平方千米，位于法国大東部大區孚日省，该省份为法国东北部内陆省份，北起默兹省和默尔特-摩泽尔省，西接上马恩省，南至上索恩省和贝尔福地区省，东临上莱茵省和下莱茵省。
与埃尔居涅接壤的市镇（或旧市镇、城区）包括：巴泰克塞、索库尔、克萨龙瓦勒、布拉勒维尔、热尔蒙维尔、格里波尔、阿夫兰维尔。

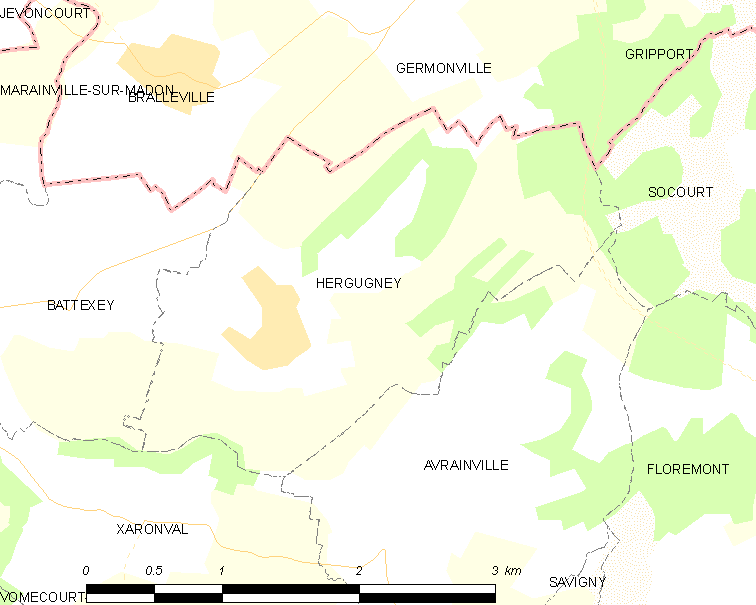
埃尔居涅的OSM定位图

埃尔居涅的时区为UTC+01:00、UTC+02:00（夏令时）。

## 行政
埃尔居涅的邮政编码为88130，INSEE市镇编码为88239。

## 政治
埃尔居涅所属的省级选区为沙尔姆县。

## 人口

1962-2008年间埃尔居涅人口变化图示

埃尔居涅于2022年1月1日时的人口数量为130人。